# Immer wieder geht die Sonne auf
Immer wieder geht die Sonne auf  ist ein Lied des österreichischen Sängers Udo Jürgens aus dem Jahr 1967 zu einem Text von Thomas Hörbiger. Es wurde von Robert Opratko produziert. Das Lied, das wiederholt gecovert wurde, handelt davon, dass egal, was passiert, das Leben weitergeht (symbolisch „immer wieder die Sonne aufgeht“). Der Liedtitel entwickelte sich zu einem geflügelten Wort.
Der Song wurde 1967 von Ariola in Deutschland als Singleauskopplung seines Albums Was ich dir sagen will veröffentlicht. Das Lied ist 3:04 Minuten lang. In Deutschland platzierte sich das Lied auf Platz 15 und war insgesamt 12 Wochen in den Charts vertreten. In Österreich und in der Schweiz konnte es sich nicht platzieren.

## Titelliste der Single
7″-Single
1. Immer wieder geht die Sonne auf (3:04)
2. Was ich dir sagen will (3:32)

## Coverversionen
- Während der COVID-19-Pandemie fuhren 2020 regelmäßig Fahrzeuge der Aachener Feuerwehr im Rahmen des Musikprojekts "Achtet auf eure Nachbarn!" durch die Städteregion Aachen und spielten eine Version dieses Liedes gesungen von Mitgliedern der Feuerwehr, der Polizei und der Rettungsdienste ab, verbunden mit dem Aufruf, sich um hilfsbedürftige Mitbürger zu kümmern.[3][4]
- Im April 2022 wurde Immer wieder geht die Sonne auf als Teil des RTL-TV-Musicals Die Passion verwendet. Es wurde von Ella Endlich in der Rolle der Maria gesungen.
- Der Sänger Guildo Horn coverte dieses Lied im Jahr 2018 auf seinem Album Strumpf ist Trumpf.
- Der Opernsänger René Kollo coverte Immer wieder geht die Sonne auf 2020 auf seinem Album Meine große Liebe.
- Zitiert wird Immer wieder geht die Sonne auf in dem 2024 veröffentlichten Lied Sonne von Curse und Patrice.